# Eryngium petiolatum
Eryngium petiolatum là một loài thực vật có hoa trong họ Hoa tán. Loài này được Hook. mô tả khoa học đầu tiên năm 1832.